# رال

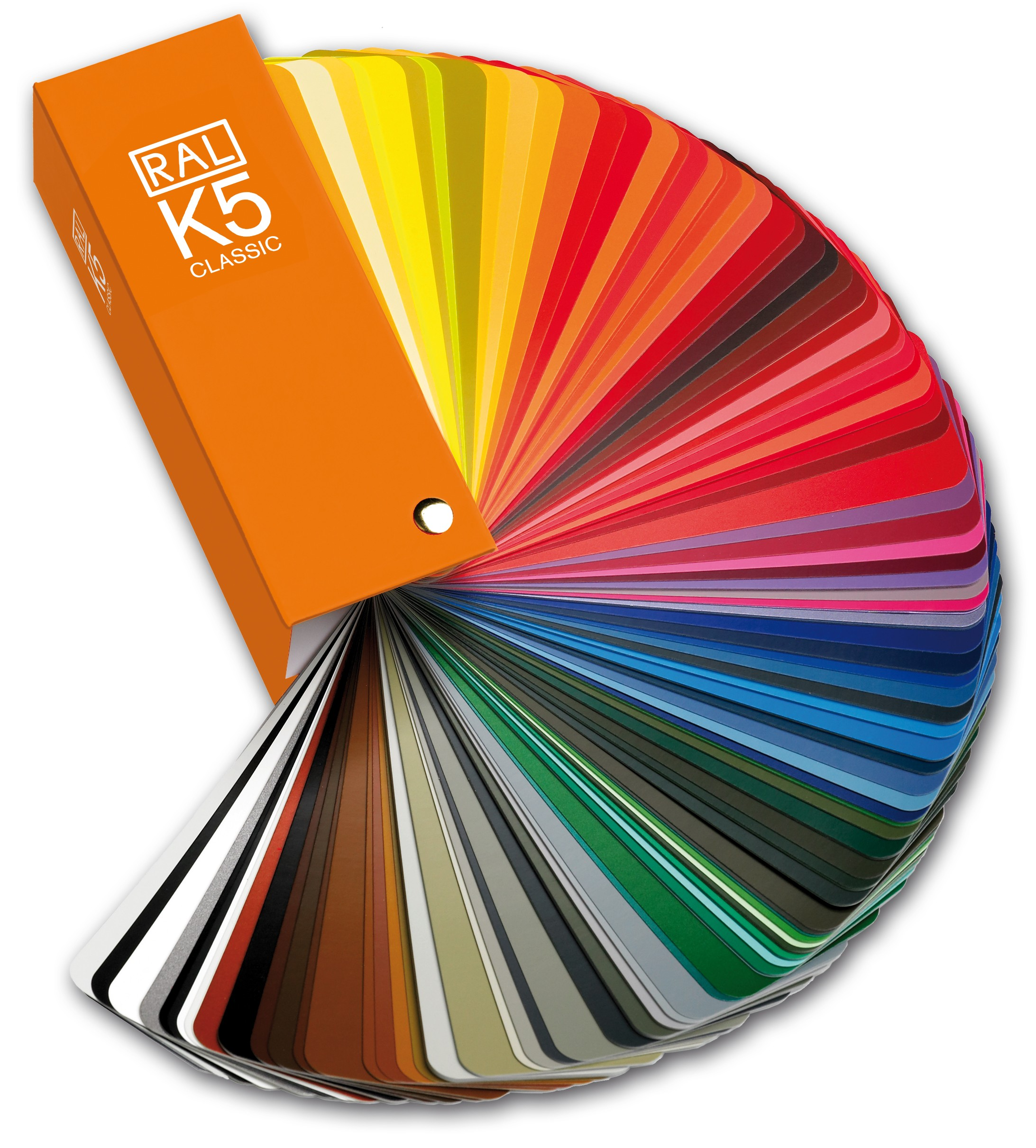
مسطرة ألوان RAL الكلاسيكية.

معيار رال للألوان (بالإنجليزية: RAL colour standard ؛ بالألمانية: RAL-Farbe) هو نظام خاص لتصنيف الألوان وتحلل تأثيراتها، يُستخدم بشكل أساسي في أوروبا. تم إستخدامه لإول مرة عام 1927 عبر الهيئة الألمانية للتقييس والجودة، وكان يشتمل على 40 لون، إلا أنه توسع ليشمل اليوم حوالي 1900 درجة لونية. ويُستخدم هذا النظام لتحديد ألوان الدهان والمنتوجات الصناعية والأبنية والمساحيق وغيرها.
يُشار بالذكر إلى أنه يوجد عدة أنماط للأنظمة اللونية تصنف اللون وتحلل تأثيراته غير هذا النظام، فهناك نظام الألوان مونسل الأمريكي، ونظام الألوان الطبيعي السويدي (NCS)، ونظام كلورؤويد الهنغاري (Coloroid). يعتمد NCS على نموذج لوني متضاد، في حين تحاول أنظمة مونسل، وأنظمة مضاهاة الألوان بانتون الأمريكي (Pantone). ويختلف نظاما رال الألماني وبانتون الأمريكي عن سابقاتها بأن فضاءاتها اللونية لا تعتمد على نماذج لونية ضمنية.
وقد اُستخدم هذا النظام في بدايات استخدام وتطوير الورنيش عبر خلطه بأحد الراتنجات كالمذيبات على سبيل المثال، حيث يمكن تطبيقها عبر فرشاة للحصول على لون ذهبي كما يتم مشاهدته هذه الأيام.

## وصلات خارجية
- محلات الرال الرسمية
- موقع نظام رال الرسمي
- جدول ألوان فضاء RGB اللوني وتحويلات إلى RAL
- تطبيق أندرويد لتمييز ألوان RAL